# The Spanish Tragedy

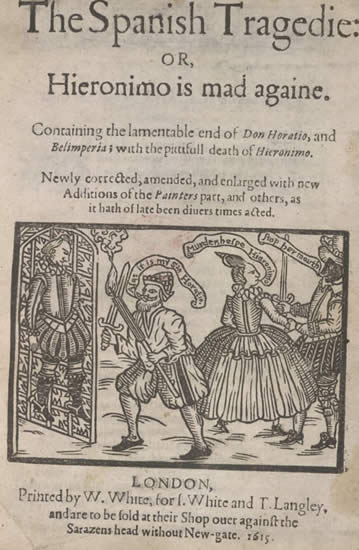
Titelblad van The Spanish Tragedy, houtsnede in een uitgave van 1615.
Rechts staat Lorenzo (met zwartgemaakt gezicht) die probeert Bel-imperia van de plaats van de moord op haar geliefde Horatio weg te lokken. Het opgehangen lijk van Horatio (links) wordt ontdekt door zijn vader Hieronimo.

The Spanish Tragedy (De Spaanse Tragedie), of Hieronimo is Mad Again is een elizabethaanse tragedie, geschreven door Thomas Kyd tussen 1582 en 1592. Het was in zijn tijd bijzonder populair en invloedrijk en creëerde een nieuw genre in het Engelse theater: de revenge play of wraaktragedie. De plot bevat een aantal gewelddadige moorden en 'Revenge' (Wraak) treedt er in op als een van de personages. The Spanish Tragedy werd vaak geparodieerd en nagevolgd in werken geschreven door andere Elizabethaanse toneelschrijvers zoals William Shakespeare, Ben Jonson, en Christopher Marlowe. Andere stukken van tijdgenoten die geïnspireerd waren door deze wraaktragedie van Kyd zijn John Marstons Antonio's Revenge (1602) en George Chapmans Revenge of Bussy d'Ambois (ca. 1610).
Veel elementen van The Spanish Tragedy, zoals een "toneelstuk in een toneelstuk", met een geest die op wraak zint om een moordenaar in de val te lokken zouden later door Shakespeare gebruikt worden in Hamlet (ca. 1602). Vandaar dat Thomas Kyd vaak wordt voorgesteld als de auteur van een hypothetische Ur-Hamlet die Kyd mogelijk een tiental jaar voor Shakespeare schreef. Andersom is het volgens moderne onderzoekers ook zo dat Shakespeare heeft bijgedragen aan de versie uit 1602, die vijf toevoegingen telt in vergelijking met de vorige versie van The Spanish Tragedy.

## Datering
In het voorwoord van zijn toneelstuk Bartholomew Fair (1614), zinspeelt Ben Jonson op De Spaanse Tragedie als "vijfentwintig of dertig jaar oud." Als dit letterlijk wordt genomen, zou dit het ontstaan van Kyds stuk ergens tussen 1584 en 1589 situeren. Sommige critici stellen vast dat in het stuk geen enkele verwijzing naar de Spaanse Armada van 1588 wordt gemaakt, en pleiten daarom voor 1587 als de meest waarschijnlijke datum. Anderen variëren die datum met een jaartje meer of minder.
De vroegste ons overgeleverde druk, met de titel "The Spanish Tragedie, Containing the lamentable end of Don Horatio, and Bel-imperia: with the pittifull death of olde Hieronimo" dateert van 1592. De eerste opvoering was mogelijk door de Lord Strange's Men. Dit gezelschap speelde op 14 maart 1592 een stuk met de titel Jeronimo dat nadien, tot 22 januari 1593, nog 16 keer zou worden opgevoerd. Het was hun grootste succes van het seizoen, maar of het nu werkelijk ging om Kyds Hieronimo is niet met zekerheid te zeggen.

## Personages
- Ghost of Andrea (de geest van Andrea)
- Revenge | the Chorus, personificatie van Wraak
- King of Spain (de koning van Spanje)
- Viceroy of Portugal (onderkoning van Portugal)
- Don Ciprian, duke of Castile (hertog van Castilië).
- Hieronimo, knight-marshall of Spain (ridder-maarschalk van Spanje)
- Balthazar, the Viceroy's son (de zoon van de onderkoning)
- Lorenzo, Don Ciprian's son and Bel-imperia's brother (zoon van Don Ciprian en broer van Bel-imperia)
- Horatio, Hieronimo's son (Hieronimo's zoon)
- Alexandro, Villuppo: lords of Portugal
- Pedringano, servant of Bel-imperia (dienaar van Bel-imperia)
- Serberine, servant of Balthazar (dienaar van Balthazar)
- Spanish General, Portuguese Embassador, Old Man, Painter Page (Spaanse generaal, Portugese ambassadeur, Oude Man, Schilder Page)
- Hangman, Citizens, Soldiers, Attendants, &c. (Beul, Burgers, Militairen, Aanwezigen)
- Bel-imperia, Lorenzo's sister (zus van Lorenzo)
- Isabella, Hieronimo's wife (Hieronimo's vrouw)
- Page (edelknaap)
- Messenger (boodschapper)
- Christophel
- Servant (bediende)
- Senex (Don Bazulto).

## Samenvatting
Het stuk opent met de geest van Andrea die zich voorstelt en zijn wedervaren vertelt:
When this eternall substance of my soule

Did liue imprisond in my wanton flesh,

Ech in their function seruing others need,

I was a courtier in the Spanish court:

My name was Don Andrea;
Toen mijn eeuwige ziel

Nog gevangen zat in mijn wellustig vlees

Elk op hun manier anderen tot dienst

Toen was ik een hoveling aan het Spaanse hof

Mijn naam was Don Andrea;
De geest van Don Andrea en 'Wraak' zullen het hele spel door aanwezig blijven en commentaar leveren op naderend onheil.
Wraak brengt de geest van Andrea op het podium om getuige te zijn van het einde van Balthazar van Portugal, door wie Andrea op verdachte wijze in de strijd gedood werd. De moedige Horatio neemt Balthazar na een gevecht gevangen en brengt hem voor de Spaanse rechter. Zijn gevangene wordt echter niet opgesloten, maar krijgt de vrijheid onder hoede van Lorenzo. Balthazar tracht vervolgens de hand te winnen van Bel-imperia, de weduwe van Andrea. Ze heeft echter een hekel aan de moordenaar van haar man en wordt in plaats daarvan verliefd op Horatio. Dit wekt de woede op van Balthazar die zich al vernederd voelde doordat Horatio hem overwon. Met de hulp van Lorenzo vermoordt hij zijn rivaal op gruwelijke wijze. Vervolgens kidnapt hij Bel-imperia met zijn kompanen zodat hij haar ongestoord het hof kan maken. Horatio's vader Hieronimo zint op wraak maar weet niet wie de moordenaars zijn, tot Bel-imperia erin slaagt om hem een brief te sturen, geschreven in haar eigen bloed. Daarin beschuldigt ze haar meedogenloze broer en de buitenlandse prins. Hieronimo aarzelt, uit angst dat de brief een valstrik is. Ondertussen ontdoet Lorenzo, die onthulling van zijn vreselijke daad vreest, zich koudbloedig van zijn twee handlangers. Hieronimo ontdekt echter een brief op het lichaam van een van hen, die de schuld van Lorenzo en Balthazar bevestigt. Hieronimo verzinkt in waanzin en wil zelfmoord plegen, maar het is zijn vrouw die zich, gek van verdriet omdat de vergelding van de moord op haar zoon zo lang duurt, van het leven berooft:
Ah, nay; thou dost delay their deaths,

Forgiues the murderers of thy noble sonne;
Ach, nee, gij stelt hun dood maar uit

en vergeeft de moordenaars van uw nobele zoon;
Bel-imperia verwijt Hieronimo de dood van zijn zoon niet te hebben gewroken en brengt hem zover om iets te organiseren waardoor de moordenaars gestraft zullen worden. Hieronimo laat aan het hof een toneelstuk opvoeren, met zijn vijanden als spelers. Ook hij en Bel-imperia spelen mee in het stuk. In het volle zicht van allen ontwikkelt zich nu het 'spel'. Hieronimo steekt Lorenzo neer, waarna Bel-Imperia Balthazar en zichzelf doodt. Hieronimo sleept het lichaam van zijn dode zoon op het toneel en ontvouwt het verhaal. Wanneer hem gevraagd wordt wat de rol was van Bel-imperia, bijt hij zijn eigen tong af. Hij steekt dan de onschuldige vader van Lorenzo neer met een zakmes en pleegt zelfmoord. Andrea's geest geeft commentaar op de gebeurtenissen en vraagt toestemming om een oordeel over de schuldigen uit te spreken. Dit verzoek wordt toegestaan door Wraak, die hem meeneemt naar de 'duistere gebieden' waar de schuldigen zullen "beginnen aan hun eindeloos lijden":
Then haste we downe to meet thy freends and foes;

To place thy freends in ease, the rest in woes.

For heere though death [doth] end their miserie,

Ile there begin their endles tragedie.
Laten we snel afdalen om je vrienden en vijanden te ontmoeten

Je vrienden brengen we troost, je vijanden leed.

Al beëindigt de dood hier hun ellende

Ginds zal ik hun eindeloos lijden bezorgen.

## Andere 'revenge plays' uit de Engelse Renaissance
- Titus Andronicus (ca. 1590) en Hamlet (ca. 1602) van Shakespeare
- Tragedy of Hoffman (opgevoerd in 1602) van Henry Chettle
- Antonio's Revenge (1602) van John Marston
- Revenger's Tragedie (1607) van Thomas Middleton
- Revenge of Bussy d'Ambois (ca. 1610) van George Chapman